# 伊藤ゴロー
伊藤 ゴロー（いとう ゴロー、Goro Ito 12月10日 - ）は、日本のギタリスト、作曲家、編曲家、音楽プロデューサー。本名：伊藤 尚規（いとう なおき）。

## 人物・来歴
独特の作曲、編曲、オーケストラ・アレンジから「コードの魔術師」と呼ばれる。
幼少の頃は父親の影響でクラシック音楽（主にドイツ）一辺倒だったが、中学に入った頃にロック、ボサノヴァと出会う。影響を受けたギタリストはジョアン・ジルベルト、ラルフ・タウナー、キース・リチャーズ。影響を受けた作曲家はベートーヴェン、ガブリエル・フォーレ、ジョン・レノン、アントニオ・カルロス・ジョビン。
2005年に来日したキアラ・シヴェロ(Chiara Civello)のプロモーションライブをサポートした際、素晴らしいハーモニーだ！と賞賛される。作曲、編曲、ボサノヴァギターについて、坂本龍一をはじめチェリストのジャキス・モレレンバウム、マリオ・アジネー、ブラジルレコーディング時に共演したミュージシャンからも絶賛される。またイギリスのバンドThe High Llamasのショーン・オヘイガンから「伊藤ゴローは素晴らしい作曲家であり、音楽家である。その才能はアントニオ・カルロス・ジョビンと同じ原石から削りだされたものだと思うが、ボイシングは彼独自のものである。ハーモニーはポスト・ジョビン、ポスト・ジョアン・ジルベルトと言えるが、それがヨーロッパや日本的な手法と反応しあってゴロー独自のサウンドを生み出しているのだ。今回、幸運にも彼と音楽を作る機会があり、その作業を通じて彼のハーモニーに対する愛情を見いだすことができた。こういった資質を持った作曲家はそれほど多くはないと思う。ゴローは我々を更なる高みへと誘おうとしている。」とコメントされる。
インタビューでの発言は「ボサノヴァは隠れてやっている、はずかしくてボサノヴァと言えない」、「俺って才能ないなと思いながらやってますよ」、「ビートルズはラトルズでもいいぐらい好き」、「シンプルで説得力のあるものを作ることが、理想です。ジャンルを超越したものがそこにはあると思うので」など。
2013年『ゲッツ/ジルベルト』50周年を記念したトリビュート『ゲッツ/ジルベルト+50』がブラジル・ディスク大賞1位を受賞。
2014年11月16日フジテレビ「ヨルタモリ」の「世界音楽紀行〜ボサノヴァ〜」に出演し、アントニオ・カズヨシ・ジョピンと共演。
2015年3月8日フジテレビ「ヨルタモリ」の「世界音楽紀行〜ボサノヴァ〜」に出演、再びアントニオ・カズヨシ・ジョピンと共演。常連客としても時々出演。
2015年 伊藤ゴロー+ジャキス・モレレンバウム『ランデヴー・イン・トーキョー』がブラジル・ディスク大賞2位を受賞。
2017年 伊藤ゴローアンサンブル『アーキテクト・ジョビン』がハイレゾ音源大賞1位、ブラジル・ディスク大賞2位を受賞。
2021年1月 東京都「アートにエールを！ステージ型」に採択された映像作品『RIO ⇄ TOKYO GORO ITO BOSSA NOVA EXPERIMENT〜dedicate to João Gilberto & Antônio Carlos Jobim』をYouTubeに公開。

## 活動年譜
1998年 布施尚美とのボサノヴァ・デュオnaomi & goroとして演奏活動を開始。
1999年 ブラジル音楽をバックボーンとするバンド「Espirito(エスピリト)」ヴォーカルTOYONO、パーカッション安井源之新、ギタリスト伊藤ゴローで、1stアルバム「Serafim(セラフィン)」をオノ・セイゲンのレーベル「サイデラレコーズ」よりリリース。ブラジル・ディスク大賞受賞。
2001年 ソロプロジェクトMOOSE HILL（ムース・ヒル）で1stアルバムアルバム『wolf song』をリリース。ギタリスト宮野弘紀と伊藤ゴローのギター・デュオ「SABADO」でコンピレーション・アルバム『CHROMOLITE(クロモリット)』に「Jonathan（作曲 宮野弘紀）」「Le Papillon（作曲 宮野弘紀/伊藤ゴロー）」の2曲で参加。
2002年 鈴木惣一朗とのコラボレーションアルバム『FUTARI〜Graceful Silence』、naomi & goroファーストアルバム『turn turn turn』をリリース。
2003年 高木一江 & MOOSE HILL『The Rastle』、naomi & goro『Presente de Natal〜Bossa Nova Chrsitmas』リリース。
2004年 naomi & goro「BON BON」リリース。
2005年 スウェーデン、ストックホルムのソドラ劇場で高木一江 & MOOSE HILLライブを行う。高田漣、青柳拓次との共同制作『HAWAII,HAWAII』をリリース。根岸吉太郎監督、映画『雪に願うこと』で劇場版映画音楽を初担当。同映画は2005年第18回東京国際映画祭のコンペティション部門に出品され、グランプリほか4冠を受賞。
2006年 naomi & goro『P.S.I Forgot』、ポップスカバーアルバム『HOME』をリリース。韓国のレーベルSTOMP MUSICからもリリースされ、韓国のテレビ局EBSのライブ番組「space」、MBCのライブ番組「for you」へ出演。MOOSE HILLセカンドアルバム『desert house』リリース。ゲストヴォーカルに原田知世が参加。高田漣、青柳拓次との共同制作『Rainbow Hawaii』をリリース。映画『雪に願うこと』オリジナル・サウンド・トラックをリリース。高野寛の別名儀ユニットHAASのアルバム『Music For Breakfast』をプロデュース。
2007年 坂本龍一主催のロハス・クラシック・コンサート2007に出演。高田漣、青柳拓次との共同制作『上海』をリリース。8月8日坂本龍一主催のレーベルcommmonsよりプロデュースを手がけたペンギン・カフェ・オーケストラの『V.A. / PENGUIN CAFE ORCHESTRA-tribute』と日本盤『PENGUIN CAFE ORCHESTRA-best』を同時リリース。どちらも選曲、曲順を同じとする。『tribute』には坂本龍一、高橋幸宏、スティーヴ・ジャンセン他が参加。伊藤ゴロー自身もMOOSE HILL名義で参加している。フランスのアバンギャルドミュージックのバンド「MAN」とのコラボレーションアルバム『MOOSE HILL & MAN』をリリース。原田知世デビュー25周年記念アルバム『music & me』をプロデュース。music & meツアーにバンマス、ギタリストとして参加。
2008年 naomi & goro アルバム『Bossa Nova Songbook 1』をリリース。坂本龍一がピアノで参加。青柳拓次とのユニットTAKU & GORO アルバム『Radio Indigo』をリリース。
2009年 高鈴アルバム『ヒビノウタ』をプロデュース。naomi & goro 発のブラジル録音となるアルバム『Bossa Nova Songbook 2』『passagem』をリリース。ピアノに坂本龍一、チェロにジャキス・モレレンバウムが参加。5月26日、青山Cay「デイジーホリデーの集い」で細野晴臣とボサノヴァ・J-POPの曲作りについてトークショーを行い、ボサノヴァの名曲「O sapo」を演奏。この日が細野晴臣初のボサノヴァ演奏となる。日本とアイスランドで制作された原田知世アルバム『eyja』のプロデュース及び楽曲提供を行なう。
2010年 原田知世『eyja』ツアーにバンマス、ギタリストとして出演。naomi & goro 韓国で初のホールライブを行い完売。帰国後、菊地成孔との共演も始まる。伊藤ゴロー名義で自身初のヴォーカルアルバム『Cloud Happiness』をリリース。ドラムに高橋幸宏が参加。鹿児島テレビ放送「ナマ・イキVOICE」のテーマソング『レモン』（歌 原田知世 作詞作曲演奏 伊藤ゴロー）リリース。11月リリース『Christmas Songs』をプロデュース、坂本龍一、細野晴臣、高橋幸宏、原田知世、コトリンゴ、naomi & goro、トクマルシューゴ、嶺川貴子、ショーン・オヘイガン、ペンギンカフェ他参加。このアルバムで『戦場のメリークリスマス』のリミックスも手がける。
2011年 1月15日-2月20日 青森県立美術館「青い森に連れてって TONE_POEM 青の記憶」サウンド・インスタレーション。書き下ろし楽曲と、自身で撮影した青森をイメージした動画と写真を使ったインスタレーションになる。「青い森に連れてって」は、青森県立美術館の5周年記念展第一弾「芸術の青森」展の併設企画で、現役で活躍する青森にゆかりのある2名のクリエイター、そして2つの団体によるインスタレーションが行なわれる。また会期中に「青森」の方言で音楽をつくる「伊藤ゴロー 音楽ワークショップ」も行なう。3月naomi & goro & 菊地成孔名義でのアルバム制作を開始。3月11日の震災後に録音が始まる。5月1日naomi & goro青森県立美術館のシアターでライブ。6月7日〜11日naomi & goroでNHK BS1 アンドレア・ポンピリオ司会の「地球テレビ エル・ムンド」に出演、生演奏をする。7月8日に再びnaomi & goro & 菊地成孔でエル・ムンドに生出演「King of Rock'n Roll」「イパネマの娘」の生演奏を行う。7月11日naomi & goro & 菊地成孔『calendula』（カレンデュラ）をcommmonsよりリリース。同アルバムに収録の書き下ろし曲「カレンジュラ」は、アルバムタイトルのカレンデュラとは別扱いをしており、タイトル曲ではない。
2012年ソロアルバム『GLASHAUS』リリース。「これぞ浪漫的かつ抒情的な、真の無国籍音楽です。（坂本龍一）」「彼の心は音楽に向かって広く無限に開かれています。僕は大好きなアルバムです。ただその一言だけで充分なのです。（宮田茂樹）」と評される。http://goroito-glashaus.com/より。6月21日、多摩美術大学・21世紀文化論 2012年度 第4回講座 「伊藤ゴロー『グラスハウスの音楽』―作曲、音響、演奏について」 聞き手：平出隆の講義を行う。GLASHAUSのジャケットデザインを担当した詩人の平出隆と朗読と音楽の初セッションも行なう。多摩美術大学・21世紀文化論 伊藤ゴロー『グラスハウスの音楽』　7月19日-9月17日に開催された青森県立美術館夏の企画展「Art and Air ～空と飛行機をめぐる、芸術と科学の物語」のサウンドトラックを担当。9月P-Vine Booksより発売された展覧会カタログに6曲録り下しのCDが収録された。12月「伊藤ゴロー with ジャキス・モレレンバウム」スペシャル・デュオ・コンサートを草月ホールで行う。
2013年 3月naomi & goro10作目となる、スタイル・カウンシルの『CAFÉ BLEU』をフルカバーしたアルバム『CAFÉ BLEU SOLID BOND』をリリース。6月ヴァーヴよりリリースの『ゲッツ/ジルベルト』誕生から50年を記念したアルバム『GETZ/GILBERTO+50』をプロデュース。土岐麻子 布施尚美（naomi & goro） 細野晴臣 坂本美雨 カヒミ・カリィ TOKU 原田知世 沖樹莉亜 菊地成孔 清水靖晃 山下洋輔 坪口昌恭 坂本龍一 ジャキス・モレレンバウム 鈴木正人 秋田ゴールドマン 栗原 務 みどりん 総勢19名のアーティストが参加。11月『POSTLUDIUM EP』[伊藤ゴロー (Guitar) / 澤渡英一(Piano) / Robin Dupuy (Cello)] 12月『POSTLUDIUM』[Goro Ito (guitar) / Eiichi Sawado (piano) / Josei (piano) / Aya Ito (violin) / Choi Jung Wook (violoncello) / Takashi Yoshida (bass clarinet) / Keisuke Torigoe (double bass) / Akita Goldman (double bass) / Kazumi Ikenaga (drums) / Muneomi Senju (drums)]をリリース。12月21日（土）EX THEATER OPENING SERIES 細野晴臣×坂本龍一コンサート、12月26日銀座ヤマハホール 坂本龍一コンサートにゲスト出演。
2014年5月　原田知世『noon moon』プロデュース。全国ツアーにバンマス、ギタリストとして参加。8月3日ジャキス・モレレンバウム,ポーラ・モレレンバウム & GORO ITOとしてブルーノート東京公演を行う。9月23日　原田知世ブルーノート公演に出演。10月に銀座ヤマハで2回目となる「伊藤ゴロー BOSSA NOVA GUITAR WORKSHOP」を行う。11月16日フジテレビ 「ヨルタモリ」の「世界音楽紀行〜ボサノヴァ〜」に出演。11月19日伊藤ゴロー＋ジャキス・モレレンバウム『ランデヴー イン トーキョー』をVerve/Universalよりリリース。

## 発表作品（音楽CD）
伊藤ゴロー名義
- 映画「雪に願うこと」オリジナル・サウンド・トラック(2006年5月12日)
- Cloud Happiness (2010年9月29日)
- レモン（シングル盤 伊藤ゴロー feat. 原田知世）(2010年11月3日)
- GLASHAUS (2012年4月25日)
- POSTLUDIUM EP(2013年11月13日)
- POSTLUDIUM(2013年12月4日)
- RENDEZ-VOUS IN TOKYO(2014年11月19日)
- 捨てられた雲のかたちの(2017年3月22日)
- アーキテクト・ジョビン(2017年7月5日)
- アモローゾフィア　〜アブストラクト・ジョアン〜(2021年6月9日)

land & quiet名義
- land & quiet (2019年7月24日)

MOOSE HILL名義
- wolf song(2001年7月25日)
- FUTARI〜Graceful Silence(2002年5月30日)
- The Rustle(TAKAGI KAZUE & MOOSE HILL)(2003年12月1日)
- desert house(2006年10月4日)
- MOOSE HILL & MAN(2007年10月12日)

naomi & goro名義
- turn turn turn (2002年 12月1日)
- presente de natal〜bossa nova chrsitmas〜(2003年12月1日)
- BON BON (2004年8月18日)
- HOME (2006年4月12日)
- P.S.I Forgot (2006年7月5日)
- Bossa Nova Songbook 1 (2008年5月28日)
- Bossa Nova Songbook 2 (2009年7月8日)
- passagem (2009年10月21日)
- calendula (2011年7月13日) naomi & goro & 菊地成孔名義でリリース
- CAFÉ BLEU SOLID BOND (2013年3月6日)
- RIO, TEMPO (2016年3月9日)

KAMA AINA / 高田漣 / MOOSE HILL 名義
- HAWAII, HAWAII（CD＋ハワイオアフ島の写真集）(2005年6月12日)
- Rainbow Hawaii（全曲ハワイレコーディングCD＋ハワイ島の写真集）(2006年6月12日)
- 上海（全曲上海レコーディングCD＋上海の写真集）(2007年6月12日)

## 映画音楽
- 「雪に願うこと」監督根岸吉太郎 2006年5月20日公開の日本映画 本作で初めて劇場版映画音楽を担当。
  - 第18回東京国際映画祭で東京サクラグランプリ、最優秀監督賞、最優秀主演男優賞(佐藤浩市)、観客賞の四冠を受賞。
- 「時をかける少女」監督谷口正晃 2010年3月10日公開「時をかける少女 2010 Bossa Nova Version（カバー）」「74年の友達（書下し）」で参加。
- 「君と100回目の恋」監督月川翔  主演miwa,坂口健太郎 2017年2月4日公開の日本映画
- オムニバス映画「ブルーハーツが聴こえる」・『1001のヴァイオリン』監督 李相日2017年4月8日公開の日本映画
- 「君の膵臓をたべたい」編曲を担当　監督月川翔  主演浜辺美波,北村匠海 2017年7月28日公開の日本映画
- 「恋は雨上がりのように」監督永井聡  主演小松菜奈.大泉洋 2018年5月25日公開の日本映画
- 「響 - HIBIKI -」監督月川翔、主演平手友梨奈 2018年9月14日公開の日本映画
- 「君は月夜に光り輝く」監督月川翔、主演永野芽郁、北村匠海 2019年3月15日公開の日本映画
- 「思い、思われ、ふり、ふられ」監督三木孝浩、主演浜辺美波,北村匠海 2020年8月14日公開の日本映画
- 「桜のような僕の恋人」監督深川栄洋、主演中島健人,松本穂香 2022年3月24日公開予定のNetflx映画

## テレビアニメ音楽
- 「アルテ」（2020年）[8]

## ショートムービー
- 「identify」「metamorphosis」監督 長澤雅彦 フジテレビ 2007年「きっかけはフジテレビ」キャンペーン5周年記念作品。

## TV-CM
- SONY デジタル一眼レフカメラ α350用 書き下ろし、編曲 2008年3月
- 日本生命 みらいサポート 〜朝編〜 手嶌葵『瑠璃色の地球』編曲 2011年9月
- バファリン バファリンA「母と子」編　書き下ろし、編曲、演奏 2012年6月
- 味の素AGF ブレンディー 書き下ろし、編曲、演奏 2017年5月

## テレビドラマ音楽
- 「愛の手前 恋のとなり」原作・脚本・監督 辻仁成 にMOOSE HILL「book of days」が使用される。
テレビ朝日系ドラマ 放送2002年4月5日

- 「おばけなんてないさ」NHK教育テレビ 初回放送2008年7月28日
「ABUアジア子どもドラマシリーズ」2007年日本出品の作品。
脚本 安達もじり(NHK)、出演 鈴木宗太郎、長門裕之、中村由起子

- 「紅雲町珈琲屋こよみ」 NHK特集ドラマ　初回放送　2015年4月29日
　原作・吉永南央　脚本・相沢友子　音楽・伊藤ゴロー　
　出演・富司純子、吉沢悠、秋元才加、成河、新妻聖子、平田満、岩本多代、橋爪功ほか
　演出・藤並英樹　制作統括・陸田元一[9]

## 音楽プロデュース
- 加藤紀子 『Les oiseaux bleu』（2005年4月18日）ゼティマ[CUBISMO GRAFICOとの共同プロデュース]
- cinnabom 『in the garden』（2005年6月22日）333DISCS
- 狐の会
  - 『秋の夢』（2006年1月23日）coa records
  - 『暇つぶしの星のお姫様』（2006年3月15日）coa records
- achordion
  - 『round round』（2006年10月24日）333DISCS
  - 『Happy Merry Chrsitmas!』（2007年11月1日）333DISCS
- HAAS (高野寛) 『MUSIC FOR BREAKFAST』（2006年11月1日）333DISCS
- コンピレーション・アルバム
  - 『カフェと音楽と、』（2007年7月11日）333DISCS、自休自足
  - 『ペンギン・カフェ・オーケストラ トリビュート』（2007年8月8日）333DISCS× commmons
  - 『encontro』（2008年10月22日）EMIミュージック・ジャパン
  - 『旅と音楽と、』（2008年11月5日）333DISCS、手紙社
  - 『Christmas Songs』（2010年11月17日）333DISCS× commmons
- ペンギン・カフェ・オーケストラ 『ペンギン・カフェ・オーケストラ ベスト』（2007年8月8日）333DISCS× commmons
- 原田知世
  - 『music & me』(2007年11月28日)in the garden records
  - 『eyja』(2009年10月21日)EMIミュージック・ジャパン
  - 『noon moon』(2014年5月7日)commmons
  - 『恋愛小説』(2015年3月18日)VERVE
  - 『恋愛小説2 -若葉のころ』(2016年5月11日)VERVE
  - 『音楽と私』(2017年7月5日) VERVE
  - 『L'Heure Bleue』(2018年12月19日)VERVE
  - 『恋愛小説3 〜You & Me』(2020年10月14日)VERVE
- tico moon
  - 『Raspberry』（2008年7月5日）333DISCS
  - 『Daydream Garden』（2011年5月25日）333DISCS
- TAKU&GORO(青柳拓次、伊藤ゴロー)『Radio Indigo』（2008年11月19日）333DISCS×commmons
- 高鈴『ヒビノウタ』（2009年2月18日）Sony Records
- 伊藤ゴロー『cloud happiness』（2010年9月29日）commmons
- naomi & goro & 菊地成孔『calendula』（2011年7月13日）commmons
- naomi & goro 『CAFE BLEU SOLID BOND』（2013年3月6日）commmons
- V.A.
  - 『GETZ/GILBERTO +50』（2013年6月19日）VERVE[10]
  - 『MUSICA BOTANICA〜TROPISM』(2013年9月25日）avex-CLASSICS[11]
  - 『MUSICA BOTANICA〜LUMINESCENCE』（2013年9月25日）avex-CLASSICS[11]
- Moon
  - 『Kiss Me』（2018年7月17日）VERVE[12]
  - 『Tenderly』（2019年7月10日）VERVE[13]

## 楽曲提供
- 原田郁子（2004年発売）『ピアノ』収録曲9曲目『鳥の羽、鳥の影』、作曲・編曲、コロムビア
- ほぼ日刊イトイ新聞
  - （2004年）「ユラールのTシャツ」用楽曲
  - （2007年）「秋のセンチメンタルテリトリー 〜 フレンチボーダー物語」用楽曲
  - （2011年）「KOTI」用楽曲（春バージョン、冬バージョンの2種類）
- エドツワキ（2004年12月-2005年3月開催）『Merry-go-round』資生堂 LA BEAUTE, PARIS エキシビジョン用楽曲『Metro-go-round』
- 映画雪に願うこと（2006年）劇伴用楽曲
- 原田知世
  - （2007年発売）『music & me』収録、in the garden records 『Cruel Park』作詞・作曲・編曲、『きみとぼく』作曲・編曲、『ノスタルジア』作曲・編曲
  - （2009年発売）『eyja』収録 『Giving Tree』作曲・編曲、『FINE』作曲・編曲、『黒い犬』作曲：伊藤ゴロー・梅林太郎、『voice』作曲・編曲、『青い鳥』作曲・編曲
  - 『noon moon』
  - 『L'Heure Bleue』
- NHK教育テレビジョン TVドラマ『ABUアジア子どもドラマシリーズ』（2008年）「おばけなんてないさ」サウンドトラック
- 鹿児島テレビ放送 情報番組「ナマ・イキVOICE」テーマ曲『レモン』（2010年）作詞・作曲・編曲、 歌：原田知世
- ミナ・ペルホネン（2013年）皆川明のブランドminä perhonen「2013–2014→ Autumn / Winter Collection 発光」用楽曲『発光』作曲・編曲・演奏
- Kaede (1991年生の歌手)（2020年）永遠の断片（かけら）作詞・作曲・編曲：

## 編曲
- 映画「リンダ リンダ リンダ」オリジナル・サウンドトラック（2005年7月20日発売）、ユニバーサルミュージック、19曲目『風来坊』ヴォーカル＝湯川潮音、作詞・作曲＝細野晴臣
- 原田知世
  - 『music & me』（2007年11月28日発売）in the garden records、2曲目『色彩都市』、8曲目『シンシア』、12曲目『時をかける少女』
  - 『eyja』（2009年10月21日発売）
  - 『恋愛小説』収録楽曲全曲（2015年3月18日発売）
  - 『恋愛小説2 -若葉のころ』収録楽曲全曲（2016年5月11日発売）
- 土岐麻子『Summerin'』（2008年6月25日発売）rhythm zone、5曲目『La Isla Bonita』作詞作曲=Madonna, Patrick Leonard, Bruce Gaitsch
- 高鈴（2009年2月18日発売）「すこしづつ」「宝石」以外収録楽曲全曲
- V.A. （2010年11月17日発売）『Christmas Songs』収録 原田知世『Frosty the Snowman』、細野晴臣『Rudolph the Red-Nosed Reindeer』、naomi & goro『God Rest Ye Merry Gentlemen』、坂本龍一『戦場のメリークリスマス』
- naomi & goro & 菊地成孔（2011年7月13日発売）、『calendula』収録楽曲全曲
- 森山良子アルバム『すべてが歌になっていった』（2011年10月21日発売）収録『いとしのポリチカ』『さよならの夏』
- 手嶌葵（2011年10月オンエア開始）、日本生命TVCM『瑠璃色の地球』
- naomi & goro 『CAFE BLEU SOLID BOND』収録楽曲全曲（2013年3月6日）
- V.A. 『GETZ/GILBERTO +50』収録楽曲全曲（2013年6月19日）
- naomi & goro 『RIO, TEMPO』収録楽曲全曲（2016年3月9日）

## レギュラー出演ラジオ
- small talkin'（渋谷エフエム|SHIBUYA FM；2003年4月-2009年3月）偶数月第2火曜日19:00〜19:55放送
- 憩いのひととき（文化放送デジタルラジオ「ユニークザレディオ」|UNIQue the RADIO；2007年4月-2008年12月）

## DVD
- 映画
  - 雪に願うこと(2006年11月10日発売)
- ライブ
  - 原田知世 Melting Sun & Ice Moon - Tomoyo Harada Live Tour 2010 eyja (2010年10月27日発売)
  - 細野晴臣 坂本龍一 細野晴臣×坂本龍一 at EX THEATER ROPPONGI 2013.12.21-  (2015年5月18日発売)
  - 原田知世 音楽と私 ～35周年アニバーサリー・ツアーin東京2017 (2018年4月4日発売)